# Új-Zéland az 1952. évi téli olimpiai játékokon
Új-Zéland a norvégiai Oslóban megrendezett 1952. évi téli olimpiai játékok egyik részt vevő nemzete volt. Az országot az olimpián 1 sportágban 3 sportoló képviselte, akik érmet nem szereztek. Új-Zéland először vett részt a téli olimpiai játékokon.

## Alpesisí
Férfi
| Versenyző        | Versenyszám      | 1. futam | 1. futam | 2. futam | 2. futam | Összesítés | Összesítés |
| Versenyző        | Versenyszám      | Idő      | Hely.    | Idő      | Hely.    | Idő        | Helyezés   |
| ---------------- | ---------------- | -------- | -------- | -------- | -------- | ---------- | ---------- |
| Herbert Familton | Lesiklás         |          |          |          |          | 3:44,6     | 65.        |
| Herbert Familton | Óriás-műlesiklás |          |          |          |          | 3:31,7     | 77.        |
| Bill Hunt        | Műlesiklás       | 1:29,5   | 75.      | kiesett  | kiesett  | kiesett    | kiesett    |
| Bill Hunt        | Óriás-műlesiklás |          |          |          |          | 3:51,6     | 81.        |

Női
| Versenyző       | Versenyszám      | 1. futam | 1. futam | 2. futam | 2. futam | Összesítés | Összesítés |
| Versenyző       | Versenyszám      | Idő      | Hely.    | Idő      | Hely.    | Idő        | Helyezés   |
| --------------- | ---------------- | -------- | -------- | -------- | -------- | ---------- | ---------- |
| Annette Johnson | Műlesiklás       | kizárták | kizárták | kiesett  | kiesett  | kiesett    | kiesett    |
| Annette Johnson | Óriás-műlesiklás |          |          |          |          | 2:57,7     | 39.        |